# إلين باول (ممثلة)
إلين باول (بالإنجليزية: Eline Powell)‏ هي ممثلة بريطانية، ولدت في 12 أبريل 1989 في لندن في المملكة المتحدة.

## أعمال

### أفلام
- الملك آرثر: أسطورة السيف[4]

### مسلسلات
- صفارة الإنذار

## وصلات خارجية
- إلين باول على موقع IMDb (الإنجليزية)
- إلين باول على موقع روتن توميتوز (الإنجليزية)
- إلين باول على موقع ألو سيني (الفرنسية)
- إلين باول على موقع أول موفي (الإنجليزية)
- إلين باول على موقع قاعدة بيانات الفيلم (الإنجليزية)